# Haploglenius costatus
Haploglenius costatus is een insect uit de familie van de vlinderhaften (Ascalaphidae), die tot de orde netvleugeligen (Neuroptera) behoort. 
Haploglenius costatus is voor het eerst wetenschappelijk beschreven door Burmeister in 1839.